# Nowa Wieś (Rybno)
Nowa Wieś (deutsch Neudorf) ist ein Dorf in der polnischen Woiwodschaft Ermland-Masuren. Es gehört zur Gmina Rybno (deutsch Rybno, 1942 bis 1945 Rübenau) im Powiat Działdowski (Kreis Soldau).

## Geographische Lage
Nowa Wieś liegt am Nordostufer des Rumiansees (polnisch Jezioro Rumiańskie) im Südwesten der Woiwodschaft Ermland-Masuren, 28 Kilometer westlich der früheren Kreisstadt Neidenburg (polnisch Nidzica) bzw. 19 Kilometer nordwestlich der heutigen Kreismetropole Działdowo (deutsch Soldau i. Ostpr.). Unweit von Nowa Wieś befindet sich mit einer Höhe von 210 Metern über NN. der höchste Punkt des Welski Park Krajobrazowy („Welle-Landschaftspark“).

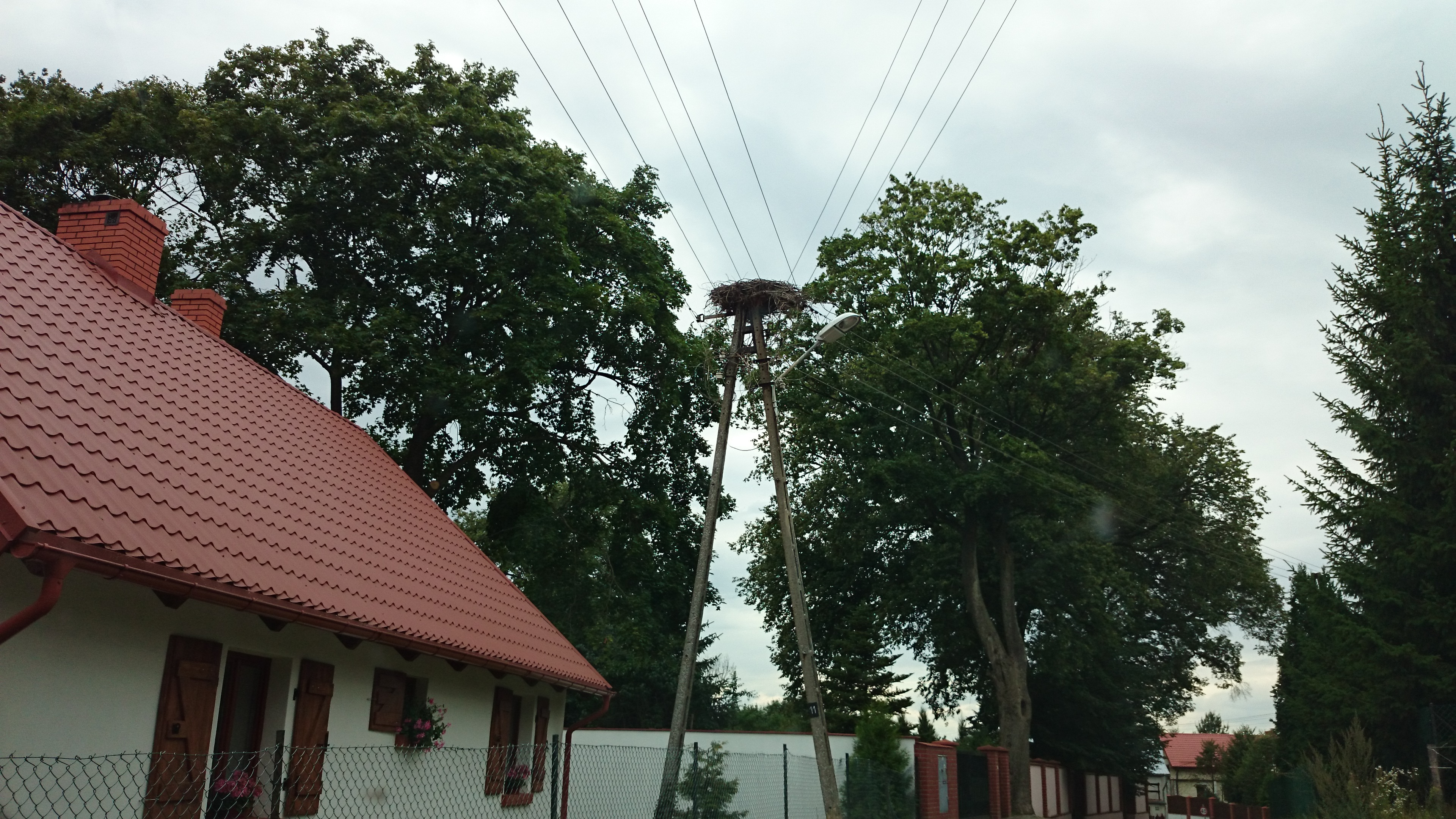
Storchennest in Nowa Wieś

## Geschichte
Das Gründungsjahr von Neudorf ist 1571. 1874 wurde die Landgemeinde Neudorf in den ostpreußischen Amtsbezirk Groß Koschlau (polnisch Koszelewy) im Kreis Neidenburg eingegliedert. Das Dorf zählte im Jahre 1910 insgesamt 168 Einwohner.
Als gemäß Versailler Vertrag das Soldauer Gebiet an Polen abgetreten werden musste, war auch Neudorf davon betroffen. Das Dorf erhielt die polnische Namensform „Nowa Wieś“. 1931 wurden 467 Einwohner registriert. Am 1. August 1934 es der neugebildeten Landgemeinde Żabiny im Powiat Działdowski zugeordnet. Sie kam am 26. Oktober 1939 zum Deutschen Reich und wurde in „Seeben“ rückbenannt. Nowa Wieś erhielt auch die deutsche Bezeichnung „Neudorf“ zurück und wurde in den Amtsbezirk Seeben eingegliedert, der am 1. April 1940 zum Kreis Neidenburg kam.
In Kriegsfolge wurde 1945 das gesamte südliche Ostpreußen an Polen überstellt. Neudorf erhielt wider den polnischen Namen „Nowa Wieś“ und ist heute als Sitz eines Schulzenamts (polnisch Sołectwo) eine Ortschaft innerhalb der Gmina Rybno (Landgemeinde Rybno, 1942 bis 1945 Rübenau) im Powiat Działdowski (Kreis Soldau), bis 1998 der Woiwodschaft Ciechanów, seither der Woiwodschaft Ermland-Masuren zugehörig.

## Kirche
Bis 1945 war Neudorf in die evangelische Kirche (Uzdowo-)Szczupliny ((Usdau-)Sczuplienen) in der Kirchenprovinz Ostpreußen der Kirche der Altpreußischen Union bzw. in der Diözese Działdowo der Unierten Evangelischen Kirche in Polen, außerdem in die römisch-katholische Kirche Gilgenburg (polnisch Dąbrówno) eingepfarrt. Heute gehört Nowa Wieś evangelischerseits zu Działdowo (Soldau) mit der – Nowa Wieś näher gelegenen – Filialkirche in Lidzbark (Lautenburg) innerhalb der Diözese Masuren der Evangelisch-Augsburgischen Kirche in Polen, katholischerseits zur Pfarrei Koszelewy (Groß Koschlau) im Dekanat Rybno, Region Brodnica (Strasburg) im Bistum Toruń (Thorn).

## Verkehr
Das heute vielbesuchte Touristenziel Nowa Wieś mit seiner idyllischen Lage am Jezioro Rumiańskie ist auf einer Nebenstraße von Szczupliny (Sczuplienen) – an der 1255N – aus zu erreichen. Die nächste Bahnstation ist Tuczki (Tautschken) an der Bahnstrecke Danzig–Warschau.